# Grit Šadeiko
Grit Šadeiko (ur. 29 lipca 1989 w Tallinnie) – estońska lekkoatletka specjalizująca się w wielobojach.
Siódma zawodniczka mistrzostw świata juniorów młodszych w siedmioboju (Marrakesz 2005). Rok później zdobyła srebro Gimnazjady w biegu na 100 metrów przez płotki. W 2007 odpadła w eliminacjach mistrzostw Europy juniorów w biegu na 100 metrów przez płotki oraz w skoku w dal. W 2008 roku sięgnęła po brązowy medal mistrzostw świata juniorów w siedmioboju. Nie ukończyła rywalizacji wieloboistek podczas młodzieżowego czempionatu Starego Kontynentu w Kownie (2009). Na mistrzostwach Europy, w lipcu 2010, zajęła 19. miejsce w siedmioboju. W 2011 wywalczyła mistrzostwo Europy do lat 23. Medalistka mistrzostw Estonii (w różnych konkurencjach) oraz reprezentantka kraju w pucharze Europy w wielobojach oraz w drużynowych mistrzostwach Europy.
Rekord życiowy: siedmiobój – 6280 pkt. (28 maja 2017, Götzis) – rekord Estonii; pięciobój – 4422 pkt. (6 lutego 2011, Tallinn).
Starsza siostra Grete Šadeiko, także wieloboistki.

## Osiągnięcia
| Rok  | Impreza                                               | Miejsce        | Konkurencja                          | Lokata            | Wynik     |
| ---- | ----------------------------------------------------- | -------------- | ------------------------------------ | ----------------- | --------- |
| 2005 | Mistrzostwa świata juniorów młodszych                 | Marrakesz      | siedmiobój                           | 7. miejsce        | 5271 pkt. |
| 2006 | Gimnazjada                                            | Saloniki       | bieg na 100 m przez płotki (76,2 cm) | 2. miejsce        | 13,88     |
| 2007 | Mistrzostwa Europy juniorów                           | Hengelo        | bieg na 100 m przez płotki           | eliminacje        | 14,29     |
| 2007 | Mistrzostwa Europy juniorów                           | Hengelo        | skok w dal                           | el. – 17. miejsce | 5,73      |
| 2008 | II liga pucharu Europy                                | Tallinn        | sztafeta 4 × 100 m                   | 4. miejsce        | 46,40     |
| 2008 | Mistrzostwa świata juniorów                           | Bydgoszcz      | siedmiobój                           | 3. miejsce        | 5765 pkt. |
| 2009 | I liga drużynowych mistrzostw Europy                  | Bergen         | sztafeta 4 × 100 m                   | 5. miejsce        | 46,71     |
| 2009 | I liga drużynowych mistrzostw Europy                  | Bergen         | sztafeta 4 × 100 m                   | 6. miejsce        | 3:44,20   |
| 2009 | I liga pucharu Europy w wielobojach                   | Saragossa      | siedmiobój                           | 5. miejsce        | 5813 pkt. |
| 2009 | Młodzieżowe mistrzostwa Europy                        | Kowno          | siedmiobój                           | –                 | DNF       |
| 2010 | I liga drużynowych mistrzostw Europy                  | Budapeszt      | bieg na 100 m                        | 4. miejsce        | 11,82     |
| 2010 | I liga drużynowych mistrzostw Europy                  | Budapeszt      | skok w dal                           | 4. miejsce        | 6,21      |
| 2010 | I liga drużynowych mistrzostw Europy                  | Budapeszt      | sztafeta 4 × 100 m                   | 6. miejsce        | 46,31     |
| 2010 | Superliga pucharu Europy w wielobojach                | Tallinn        | siedmiobój                           | 8. miejsce        | 5810 pkt. |
| 2010 | Mistrzostwa Europy                                    | Barcelona      | siedmiobój                           | 19. miejsce       | 5761 pkt. |
| 2011 | Halowe mistrzostwa Europy                             | Paryż          | pięciobój                            | 9. miejsce        | 4358 pkt. |
| 2011 | II liga drużynowych mistrzostw Europy                 | Nowy Sad       | bieg na 100 m                        | 3. miejsce        | 11,81     |
| 2011 | II liga drużynowych mistrzostw Europy                 | Nowy Sad       | bieg na 110 m przez płotki           | 3. miejsce        | 13,63     |
| 2011 | Młodzieżowe mistrzostwa Europy                        | Ostrawa        | siedmiobój                           | 1. miejsce        | 6134 pkt. |
| 2011 | Uniwersjada                                           | Shenzhen       | siedmiobój                           | –                 | DNF       |
| 2011 | Mistrzostwa świata                                    | Taegu          | siedmiobój                           | 25. miejsce       | 5190 pkt. |
| 2012 | Mistrzostwa Europy                                    | Helsinki       | siedmiobój                           | –                 | DNF       |
| 2012 | Igrzyska olimpijskie                                  | Londyn         | siedmiobój                           | 22. miejsce       | 6013 pkt. |
| 2013 | I liga drużynowych mistrzostw Europy                  | Dublin         | sztafeta 4 × 100 m                   | 9. miejsce        | 45,79     |
| 2013 | I liga drużynowych mistrzostw Europy                  | Dublin         | bieg na 100 m przez płotki           | –                 | DQ        |
| 2013 | I liga drużynowych mistrzostw Europy                  | Dublin         | skok w dal                           | 1. miejsce        | 6,26      |
| 2013 | Superliga pucharu Europy w wielobojach                | Tallinn        | siedmiobój                           | 3. miejsce        | 6221 pkt. |
| 2013 | Mistrzostwa świata                                    | Moskwa         | siedmiobój                           | –                 | DNF       |
| 2014 | Mistrzostwa Europy                                    | Zurych         | siedmiobój                           | 15. miejsce       | 6014 pkt. |
| 2015 | Superliga pucharu Europy w wielobojach                | Aubagne        | siedmiobój                           | 2. miejsce        | 6196 pkt. |
| 2015 | Mistrzostwa świata                                    | Pekin          | siedmiobój                           | 15. miejsce       | 6213 pkt. |
| 2016 | Mistrzostwa Europy                                    | Amsterdam      | siedmiobój                           | –                 | DNF       |
| 2016 | Igrzyska olimpijskie                                  | Rio de Janeiro | siedmiobój                           | –                 | DNF       |
| 2017 | I liga drużynowych mistrzostw Europy                  | Vaasa          | bieg na 100 metrów przez płotki      | 2. miejsce        | 13,32     |
| 2017 | I liga drużynowych mistrzostw Europy                  | Vaasa          | sztafeta 4 × 100 m                   | eliminacje        | 45,67     |
| 2017 | Superliga drużynowych mistrzostw Europy w wielobojach | Tallinn        | siedmiobój                           | 3. miejsce        | 5958 pkt. |
| 2017 | Mistrzostwa świata                                    | Londyn         | siedmiobój                           | 13. miejsce       | 6094 pkt. |
| 2018 | Mistrzostwa Europy                                    | Berlin         | siedmiobój                           | 12. miejsce       | 6060 pkt. |
| 2019 | Superliga drużynowych mistrzostw Europy w wielobojach | Łuck           | siedmiobój                           | –                 | DNF       |